# Cipieras
Cipieras (en francès Cipières) és un municipi francès situat al departament dels Alps Marítims i a la regió de Provença – Alps – Costa Blava.

## Demografia
| 1962                                       | 1968 | 1975 | 1982 | 1990 | 1999 | 2007 |
| ------------------------------------------ | ---- | ---- | ---- | ---- | ---- | ---- |
| 128                                        | 139  | 131  | 179  | 222  | 269  | 348  |
| Des de 1962: població sense dobles comptes |      |      |      |      |      |      |

## Administració
| Període   | Identitat        | Partit |
| --------- | ---------------- | ------ |
| 1964-1983 | Gustave Lambert  |        |
| 1983-2001 | Jean-Claude Ruas |        |
| 2001-2008 | Roland Cauvin    |        |
| 2008-     | Laurence Claisse |        |